# 土浦市立乙戸小学校
土浦市立乙戸小学校（つちうらしりつおっとしょうがっこう）は茨城県土浦市乙戸南にある公立小学校。

## 沿革
- 1984年（昭和59年）[1][2]
  - 4月1日 - 土浦市立乙戸小学校として新規開校。
  - 7月1日 - 創立記念日。

## 通学区域
（この節の出典）
- 乙戸
- 乙戸南（一 - 三丁目）
- 小山田（一・二丁目）

## 特記事項
- 校名に「乙戸」とあり、学校の近くには「乙戸沼」という沼がある。総合的な学習の時間などで「乙戸プロジェクト」と題し、沼に白鳥を呼ぶ取り組みを行っている[4]。